# Verrucariales
Verrucariales es un orden de hongos ascomicetos en la clase Eurotiomycetes. La mayoría de sus miembros están  liquenizados.